# Kardašova Řečice (nádraží)
Kardašova Řečice je železniční stanice ve východní části města Kardašova Řečice okrese Jindřichův Hradec v Jihočeském kraji poblíž soustavy místních rybníků. Leží na jednokolejné elektrizované trati Havlíčkův Brod – Veselí nad Lužnicí (25 kV, 50 Hz AC).

## Historie
Stanice byla vybudována státní společností Českomoravská transverzální dráha (BMTB), jež usilovala o dostavbu traťového koridoru propojujícího již existujících železnic v ose od západních Čech po Trenčianskou Teplou. 3. listopadu 1887 byl zahájen pravidelný provoz v úseku Veselí nad Lužnicí do Jihlavy. Vzhled budovy byl vytvořen dle typizovaného architektonického vzoru shodného pro všechna nádraží v majetku BMTB.
Českomoravská transverzální dráha byla roku 1918 začleněna do sítě ČSD. Elektrický provoz byl na trati procházející stanicí zahájen 28. května 1980.

## Popis
Nacházejí se zde dvě jednostranná vnitřní nekrytá nástupiště, k příchodu na nástupiště slouží přechody přes koleje.